# Чекмекој
Чекмекој (тур. Çekmeköy) је дистрикт у азијским предграђима Истанбула у Турској.

## Становништво
Према процени, у насељу је 2009. живело 149.489 становника.
| 1990.  | 2000.  |
| ------ | ------ |
| 31.337 | 75.744 |